# Il siluramento dell'Oceania
Il siluramento dell'Oceania è un film muto italiano del 1917 diretto da Augusto Genina.